# Cimitero dei burci
Il Cimitero dei burci è un sito archeologico della provincia di Treviso, situato nel comune di Casier, in Veneto, in un'ansa del fiume Sile.
Il cimitero dei burci ricade all'interno dell'area naturale protetta del Parco naturale regionale del fiume Sile.
Il Cimitero dei burci si trova alla confluenza tra il nuovo taglio del Sile ed il ramo del Sil morto, in un'ansa riparata del fiume Sile. La sua estensione è di circa 15.000 metri quadri.

## Storia
Tra il 1911 e gli anni venti l'area fu utilizzata come cava, conosciuta localmente come cava di Barina, di cui rimane ancora visibile una mota di ghiaia.
Tra le due guerre mondiali l'area ospitò uno squero.
Dalle ricerche archeologiche effettuate tra il 2014 ed il 2015, è emerso che tra gli anni 1974-75 furono abbandonate nel sito 13 burci,  imbarcazioni tradizionali da trasporto, di cui tre erano con certezza (avendone gli archeologi trovato i documenti) di proprietà dell'armatore Dante Bernardi. Comparando foto aeree dell'epoca e foto provenienti da collezioni private, gli archeologi hanno documentato che prima del 1974-75 erano già presenti sul sito almeno 8 relitti. 
Tra la fine degli anni '70 e la metà degli anni '80, 4 relitti scomparvero del tutto dal sito.
Le ricerche stanno proseguendo per determinare ulteriori dati sui relitti presenti e sulla storia del sito che prende il nome dai burci, una classe di imbarcazioni da trasporto fluviale a fondo piatto, tipica della Pianura Padana.
Il sito, sebbene unico nel suo genere, non è ancora stato dichiarato di interesse storico culturale.

## Descrizione
Allo stato attuale delle ricerche archeologiche, sono stati censiti diciannove relitti di imbarcazioni tradizionali da trasporto.
Fra questi sono state identificate diverse tipologie di imbarcazioni tradizionali venete:
- 3 gabarre
- 5 burci
- 2 comacine
- 2 burci modificati con prua a specchio per escavazione
- 3 batei
- 1 topo
- 1 barchetto
- 2 imbarcazioni di tipologia sconosciuta

Su diciannove relitti censiti, sono stati recuperati i documenti originali di tre imbarcazioni, la più antica delle quali è datata al 1937. 
I documenti rinvenuti hanno fornito dati rilevanti sulla vita di queste imbarcazioni e notizie sui loro armatori. Solo ulteriori indagini archivistiche ed analisi tecnico/archeologiche potranno fornire elementi utili per datare gli altri relitti presenti nel sito.

## La navigazione fluviale
Il fiume Sile è stato la via di collegamento principale tra l'area della Marca Trevigiana e Venezia, dal Medioevo fino all'epoca contemporanea. Il Museo civico Luigi Bailo di Treviso conserva numerosi reperti bronzei e fittili databili tra l'età del rame e all'età del bronzo, provenienti dalle escavazioni di ghiaia effettuate tra Casier e Sant'Antonino, che testimoniano una frequentazione del fiume sin da epoca preistorica.
Il trasporto fluviale di beni e merci sul fiume Sile è documentato già dall'età romana con opere di dragaggio, manutenzione e costruzione di approdi e banchine.
In un documento del 1152, Papa Eugenio III conferma al vescovo Bonifacio diritti sul porto di Treviso, dunque già attivo da tempo. Dalla prima metà del XIII secolo, fonti archivistiche e storiche attestano la presenza di grandi imbarcazioni da trasporto sul Sile e su diversi canali e fiumi veneti.
L'utilizzo dei burci e di altre imbarcazioni da trasporto, continua ad essere documentato in Veneto regolarmente sino agli anni '70 del ‘900, per essere poi soppiantato dall'avvento del trasporto su strada.
Il Veneto fu l'ultima delle regioni italiane che abbandonò il trasporto fluviale.